# Indywidualne studia międzydziedzinowe
Indywidualne studia międzydziedzinowe – sposób organizacji studiów umożliwiający uzyskanie dyplomu ukończenia studiów na więcej niż jednym kierunku.
Indywidualne studia międzydziedzinowe może prowadzić uczelnia akademicka posiadająca kategorię naukową A+ albo A w co najmniej 4 dyscyplinach zawierających się w co najmniej 2 dziedzinach.